# منتخب إيطاليا تحت 23 سنة لكرة القدم
منتخب إيطاليا تحت 23 سنة لكرة القدم (بالإيطالية: Nazionale Under-23 di calcio dell'Italia)‏ هو ممثل إيطاليا الرسمي في المنافسات الدولية في كرة القدم
.

## تشكيلة المنتخب

### قائمة اللاعبين
ليونيل ميسي